# Pseudosymblepharis bombayensis
Pseudosymblepharis bombayensis là một loài Rêu trong họ Pottiaceae. Loài này được (Müll. Hal.) P. Sollman miêu tả khoa học đầu tiên năm 1996.